# 惡偶
《惡偶》是中國漫畫家一淳在騰訊動漫上連載的網絡漫畫作品。於2018年由Studio DEEN改編成電視動畫。
後期漫畫名稱改為《惡偶-天才玩偶-》（Genius Dolls）。

## 登場人物
- 愛（あい）：声 - 芝崎典子[1]
- 羅正（らしょう）：声 - 高木涉
- 羅布（らふ）：声 - 柴崎哲志[2]
- 町（まち）/ クリスティ・ロス：声 - 松井惠理子
- 厄爾巴東（エルバト）：声 - 安元洋貴[3]
- 黄鶯鶯（おう いんいん）/ ヒルソン・ロック：声 - 矢部雅史、水野理紗（本物）
- 錢·夏洛克（マネー・ジャーロック）：声 - 下山吉光
- 李白綿（り はくめん）：声 - M·A·O
- 李純貞（り じゅんてい）：声 - 井上喜久子
- 李鋼（り こう）：声 - 木內秀信
- 卡爾利奇（カルリチ）：声 - 內田彩
- 黑曼（こくまん）：声 - 劉婧犖

## 電視動畫
最初以為標題，於2018月7月至9月播出。後於中國播出時將名稱改為《天才玩偶》。為繼《从前有座灵剑山》後，騰訊動漫與Studio DEEN共同合作的第二部作品。
2018年11月28日在Niconico直播中播出所有集數。

### 製作人員
- 原作 - 一淳
- 監督 - Bob白旗
- 系列構成 - 加藤結子
- 人物設計、總作画監督 - 河南正昭
- 道具設計 - あおきまほ
- 美術監督 - 三宅昌和
- 色彩設計 - 桂木今里
- 攝影監督 - 川口正幸
- 編輯 - 内田惠
- 音樂 - シバサキユウキ
- 音樂制作 - Doraibu
- 音響監督 - 郷田ほづみ
- 音響制作 - DAX International
- 音響製作担当 - 何幸遥
- 日本語版錄音工作室 - 3S Studio
- 動畫製作人 - 大野雅義
- 動畫制作協力 - Marvy Jack
- 動畫制作 - Studio DEEN
- 製作 - 騰訊動漫

### 主題曲
日文版
片頭曲「prima dynamis」(プリマ デュナミス)
作詞 - 華憐 / 作曲 - Gaku / 編曲 - Gaku、Denkare / 歌 - 電気式華憐音楽集団
片尾曲「ツギハギ」
作詞 - ハラユカ。 / 作曲、編曲 - シバサキユウキ / 歌 - 芝崎典子
中文版
片頭曲「Mandala Night」
作詞 - 沈病嬌 / 作曲、編曲、混音 - erazedfx / 歌 - Kinoko蘑菇
片尾曲「怜果」
作詞 - 咿哩哩 / 作曲・編曲 - HeartStrings / 歌 - Sawako砕花子

### 各話列表
| 話數   | 原文標題 | 中文標題         | 腳本                       | 分鏡     | 演出     | 作畫監督                                                         |
| ------ | -------- | ---------------- | -------------------------- | -------- | -------- | ---------------------------------------------------------------- |
| 第1曲  |          | 序曲             | 加藤結子                   | Bob白旗  | 藤代和也 | 柳野龍男、あおきまほ、鰐淵和彦、 山田雄一郎、飯飼一幸、都竹隆治  |
| 第2曲  |          | 去往亡者之国     | 加藤結子、重田善文         | Bob白旗  | 村上勉   | 飯飼一幸、櫻井拓郎、 都竹隆治、あおきまほ                        |
| 第3曲  |          | 擦身而过的双人舞 | 重田善文                   | 鈴木幸雄 | 秦義人   | 柳野龍男                                                         |
| 第4曲  |          | 某救赎者的变奏曲 | 重田善文、加藤結子         | 原英和   | 藤代和也 | 櫻井拓郎、山田雄一郎、 飯飼一幸、服部益実                        |
| 第5曲  |          | 悲伤的慢板       | 加藤結子、重田善文         | 添野惠   | 富野和之 | 柳野龍男、武志鵬                                                 |
| 第6曲  |          | 沉睡之城的情景   | 水月秋、加藤結子           | 西澤晋   | 北川正人 | 金海淑、飯飼一幸、桜井木ノ実                                     |
| 第7曲  |          | 被雨打湿的前奏曲 | 加藤結子、水月秋、重田善文 | 柳瀬雅之 | 貞光紳也 | 伊藤悠太、海谷敏久                                               |
| 第8曲  |          | 不褪色的小夜曲   | 重田善文、加藤結子         | 古賀一臣 | 古賀一臣 | 柳野龍男、あおきまほ                                             |
| 第9曲  |          | 分别的华尔兹     | 水月秋                     | 增田敏彦 | 藤代和也 | 服部益実、飯飼一幸、武志鵬                                       |
| 第10曲 |          | 战斗与狂乱的场所 | 重田善文                   | 大槻敦   | 吉田俊司 | 服部益実、宇津木勇、山田雄一郎、 飯飼一幸、櫻井拓郎、MinHyeonSuk |
| 第11曲 |          | 邂逅的双人舞     | 水月秋                     | 殿勝秀樹 | 殿勝秀樹 | 柳野龍男、あおきまほ、都竹隆治                                   |
| 第12曲 |          | 终曲             | 加藤結子                   | 大宙征基 | 藤代和也 | 河南正昭、武志鵬                                                 |

### 播放電視台
| 播放日期                | 播放時間           | 播放電視台 | 播放地區 | 備註 |
| ----------------------- | ------------------ | ---------- | -------- | ---- |
| 2018年7月10日 - 9月25日 | 星期二 0:00 - 0:30 | TOKYO MX   | 東京都   |      |
|                         |                    | SUN電視台  | 兵庫縣   |      |
|                         |                    | KBS京都    | 京都府   |      |
|                         |                    | BS11       | 日本全域 |      |

## 外部連結
- 騰訊動漫 連載頁面 （页面存档备份，存于）（中文）
- TVアニメ「悪偶 -天才人形-」公式サイト （页面存档备份，存于）（日語）
- TVアニメ「悪偶 -天才人形-」的X（前Twitter）（日語）